# Expatriat
Expatriat definește o persoană care locuiește temporar sau permanent în altă țară decât cea natală. 
Potrivit unui studiu realizat în iunie 2008 de compania globală de consultanță în resurse umane Manpower, Statele Unite ale Americii sunt destinația preferată pentru relocare a profesioniștilor din toată lumea, fiind urmate de Marea Britanie, Spania, Canada și Australia. Principalul motiv care determină decizia de relocare este legat de câștigurile mai mari, spun peste 80% dintre cei chestionați.

## Legături externe
- „Expatriat” la DEX online